# Jeremy Reich
Jeremy Reich (* 11. Februar 1979 in Craik, Saskatchewan) ist ein ehemaliger kanadischer Eishockeyspieler und derzeitiger -trainer sowie -funktionär, der während seiner aktiven Laufbahn unter anderem für die Columbus Blue Jackets und Boston Bruins in der National Hockey League sowie für den ERC Ingolstadt in der Deutschen Eishockey Liga gespielt hat.

## Karriere

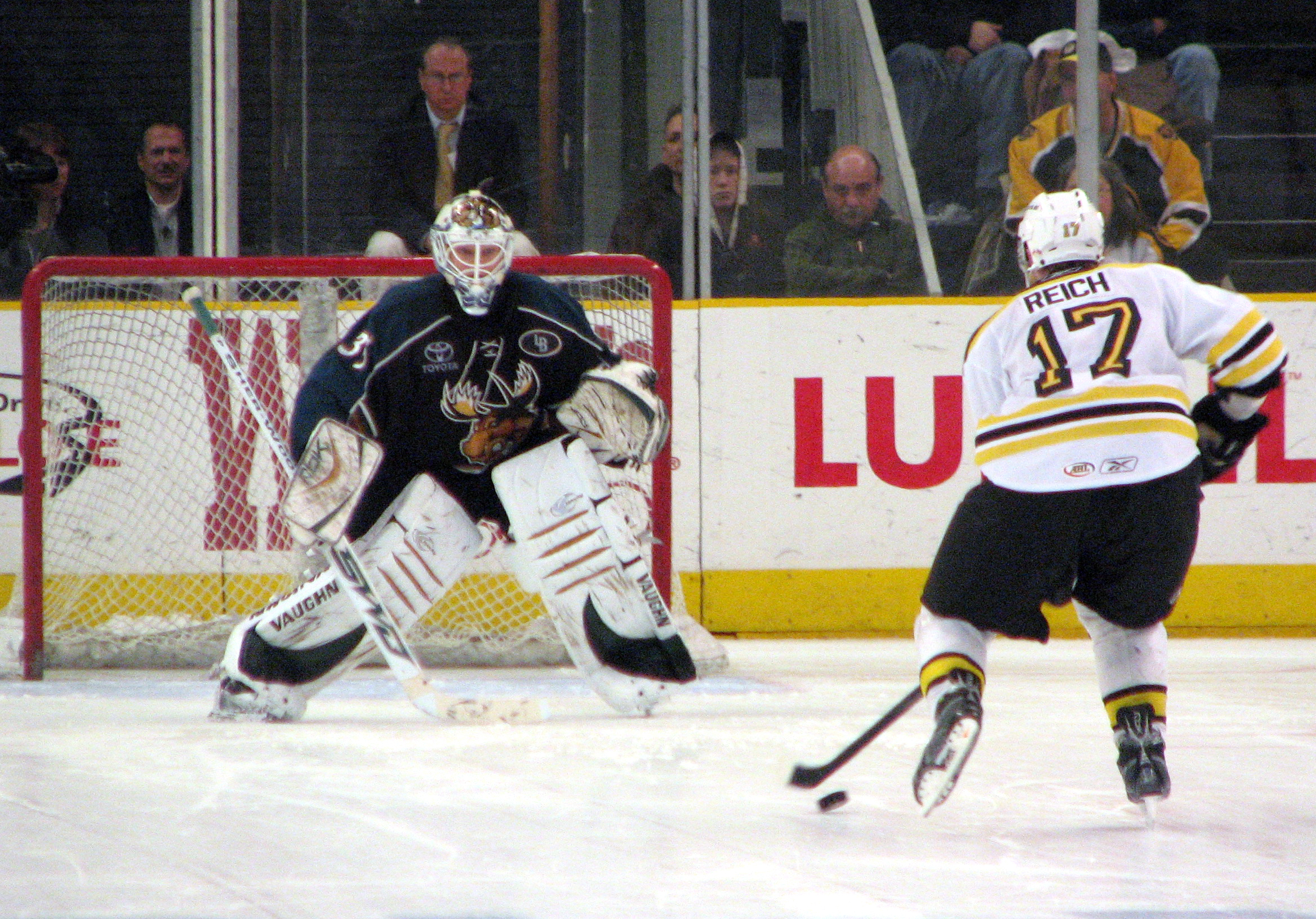
Jeremy Reich im Trikot der Providence Bruins

Jeremy Reich begann seine Karriere als Eishockeyspieler in der kanadischen Juniorenliga Western Hockey League, in der er von 1995 bis 2000 für die Seattle Thunderbirds und Swift Current Broncos aktiv war. In diesem Zeitraum wurde er im NHL Entry Draft 1997 in der zweiten Runde als insgesamt 39. Spieler von den Chicago Blackhawks ausgewählt, für die er allerdings nie spielte. Stattdessen unterschrieb der Angreifer am 17. Mai 2000 als Free Agent einen Vertrag beim neugegründeten Franchise der Columbus Blue Jackets, für die er in der Saison 2003/04 sein Debüt in der National Hockey League gab. Dabei gab er in neun Spielen eine Vorlage. Die restliche Zeit im Franchise der Blue Jackets verbrachte er allerdings bei deren Farmteam Syracuse Crunch aus der American Hockey League. Bis zum Ende der Saison 2004/05 wurde der Linksschütze von Syracuse an deren Ligarivalen Houston Aeros ausgeliehen.
Am 7. September 2005 wurde Reich als Free Agent von den Boston Bruins verpflichtet, für die er von 2006 bis 2008 in insgesamt 94 NHL-Spielen zwei Tore erzielte und drei Vorlagen gab. In den Spielzeiten 2005/06 und 2008/09 stand Reich ausschließlich für deren AHL-Farmteam Providence Bruins auf dem Eis. Am 2. Juli 2009 unterschrieb er einen Vertrag bei den New York Islanders. Nach einer Spielzeit kehrte er in die Organisation der Boston Bruins zurück und spielte für deren Farmteam Providence Bruins in der AHL. Zur Saison 2011/12 wechselte er in die Deutsche Eishockey Liga zum ERC Ingolstadt.
Im September 2012 wurde der Kanadier von den Canmore Eagles aus der Alberta Junior Hockey League in der Funktion des Assistenztrainers und General Manager engagiert.